# Neoeplingia
Neoeplingia là một chi thực vật có hoa trong họ Hoa môi (Lamiaceae).

## Loài
Chi Neoeplingia gồm các loài: